# Sunoco
Sunoco LP è una società americana organizzata in Delaware e con sede a Dallas, Texas, impegnata nelle attività di distribuzione all'ingrosso di carburanti per motori. Distribuisce carburante a livello nazionale a più di 7.300 distributori di benzina a marchio Sunoco, quasi tutti di proprietà e gestiti da terzi. La società è controllata da Energy Transfer Partners.

## Storia
La compagnia nacque nel 1886. La prima stazione di servizio Sunoco venne aperta nel 1920 ad Ardmore, in Pennsylvania, e fu seguita poco dopo da un nuovo impianto a Toledo in Ohio.
La Sunoco era precedentemente nota come Sun Company Inc. (1886–1920 e 1976–1998) e Sun Oil Co. (1920–1976). In precedenza era impegnata nella raffinazione di petrolio, nell'industria chimica e nelle vendite al dettaglio, ma ha ceduto queste attività.
Nel 1988 acquisì la Atlantic Petroleum.

Dal 2004, Sunoco è stata scelta come fornitore ufficiale di carburante per le competizioni Nascar.

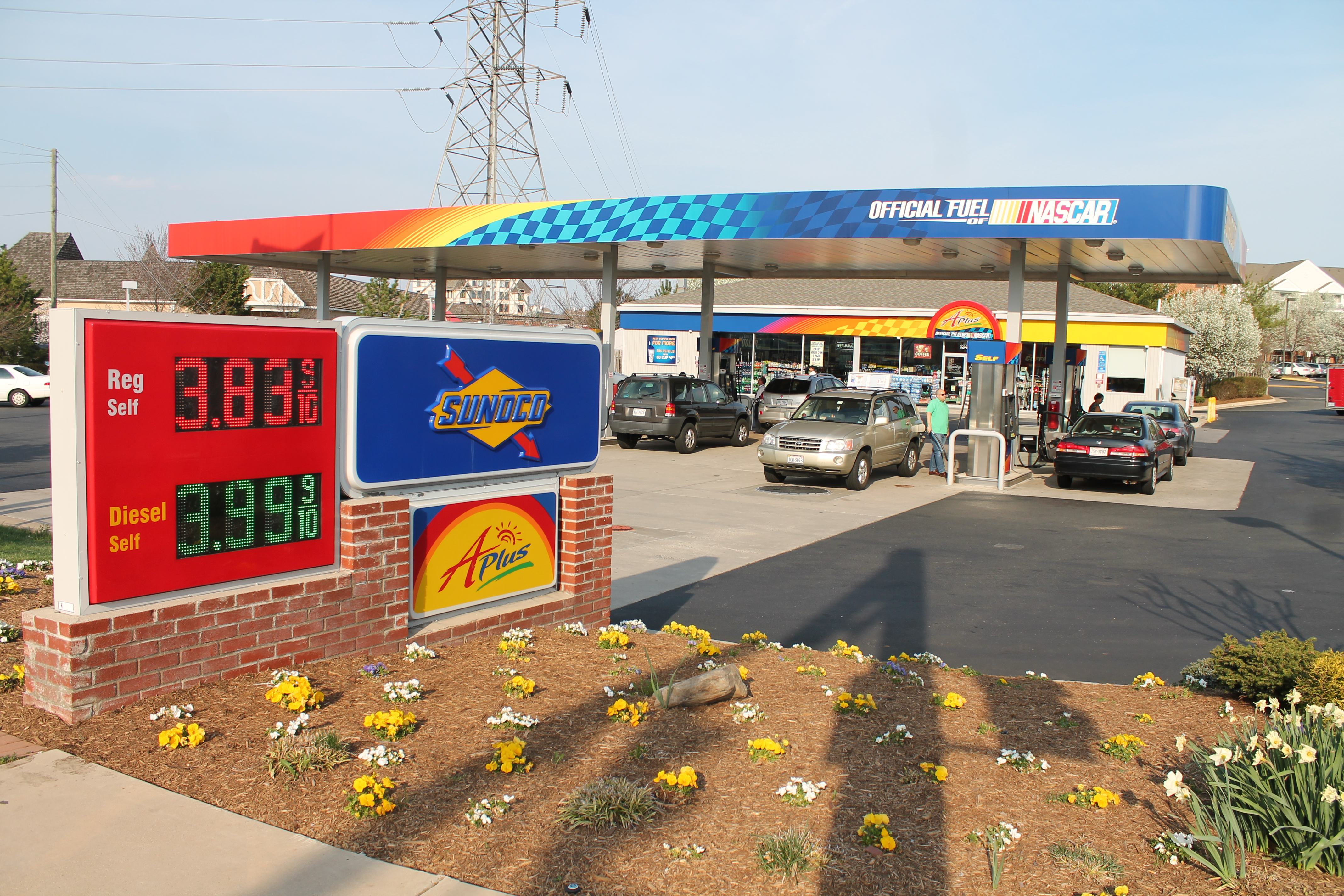
Stazione di servizio Sunoco

La Compagnia ha acquisito nel 2014 la Aloha Petroleum. Due anni dopo, ha iniziato la lavorazione di combustibili transmix e successivamente, per ampliare il proprio raggio di distribuzione di carburante, ha acquisito lSuperior Plus Energy Services, Sandford Energy, LLC, BRENCO Marketing Corp., Schmitt Sales Inc. e American Midstream Partners LP.
Nel 2019 la Compagnia ha realizzato una joint venture con la Energy Transfer, sul gasdotto J.C. Nolan che collega il Texas occidentale alla costa del Golfo.
Sunoco LP tutt'oggi mantiene il suo ruolo di compagnia di distribuzione su larga scala, attraverso una rete di più di 2500 clienti commerciali.

## Logo
Il logo della compagnia ha seguito l'evoluzione dell'azienda con i nuovi partners commerciali. Il primo logo, datato 1886, riportava il nome originale dell'azienda "Sunoils", con sfondo giallo e caratteri tipografici blu, all'interno di una sagoma a forma di rombo.
Nel 1920 è apparso il secondo logo, che pur mantenendo la forma romboidale gialla come sfondo, ha introdotto delle modifiche considerevoli:
- una freccia rossa che attraversa il logo orizzontalmente da sinistra a destra;
- il nome Sunoils è diventato Sunoco, e si presenta con un carattere tipografico dalle forme più arrotondate e sovrapposte alla sagoma del rombo.
Da questo momento in poi, i colori dell'azienda saranno sempre rosso, blu e giallo.
La terza versione del logo è del 1954. A differenza dei precedenti, i colori sono più vividi e sgargianti, la freccia attraversa lo sfondo in obliquo dall'angolo in alto a sinistra all'angolo in basso a destra. La forma romboidale di sfondo inoltre, è stata adattata per seguire il perimetro dei caratteri tipografici non contenuti al suo interno.
L'ultima versione del logo è del 1999 ed è quella che è tutt'oggi utilizzata. La Compagnia ha deciso di ripristinare i colori meno vivaci del 1920. Il carattere tipografico è stato reso corsivo, con lo scopo di dinamizzare il logo stesso.